# Coppa della Liberazione
La Coppa della Liberazione fu un torneo calcistico disputatosi in Campania, da pochi mesi liberata dagli alleati, dal 25 giugno al 17 dicembre del 1944.

## Vicende storiche
La coppa Liberazione fu organizzata da un giornalista sportivo, il napoletano Mario Argento. I campionati di calcio erano fermi dalla fine del campionato 1942-1943 e dopo lo Sbarco di Anzio da parte degli alleati nel gennaio del 1944, in molte zone dell'Italia meridionale da poco liberata si cerca di far ripartire lentamente e tra mille difficoltà la vita di tutti i giorni, riaprire le attività commerciali ed industriali e si ritorna anche a parlare di calcio. Con il fermo delle attività della FIGC, in alcune regioni meridionali si pensò di far ripartire il calcio almeno su una base regionale e, come nel caso della Campania, fu organizzato questo torneo che, sebbene non sia stato mai riconosciuto dalla FIGC, da lì a qualche anno avrebbe avuto il suo peso su alcune scelte della Federazione. Infatti alla fine del campionato di Serie C 1945-1946, la FIGC promuove la Torrese in Serie B, per aver mantenuto in vita il club anche durante la guerra.
Alla Coppa della Liberazione parteciparono tredici squadre suddivise su tre gironi eliminatori; le vincenti dei gironi eliminatori e la migliore seconda accedevano alla fase finale. In un primo momento vi partecipò anche il Napoli, che vinse il suo girone ma si ritirò dalla competizione lasciando via libera alla Torrese seconda in classifica. La Coppa fu vinta dalla Salernitana che arrivò prima nel girone finale.

## Fase eliminatoria

### Girone A

#### Classifica
|  | Pos. | Squadra        | Pt | G | V | N | P | GF | GS |
|  | ---- | -------------- | -- | - | - | - | - | -- | -- |
|  | 1.   | Napoli         | .  | 6 | . | . | . | .  | .  |
|  | 2.   | Torrese        | .  | 6 | . | . | . | .  | .  |
|  | 3.   | Ilva Bagnolese | .  | 6 | . | . | . | .  | .  |
|  | 4.   | Angri          | .  | 6 | . | . | . | .  | .  |

Verdetti
- Torrese[6] e Bagnolese[7] accedono al girone finale.

#### Risultati
| Prima giornata |                     |              |
| 25 giu. 1944   |                     | 16 lug. 1944 |
| 4-1            | Torrese-Angri       | ???          |
| 0-2            | Bagnolese-AC Napoli | ???          |

| Seconda giornata |                   |              |
| 2 lug. 1944      |                   | 23 lug. 1944 |
| 2-4              | Torrese-AC Napoli | ???          |
| 2-2              | Bagnolese-Angri   | ???          |

| Terza giornata |                   |             |
| 9 lug. 1944    |                   | 3 set. 1944 |
| 1-0            | Torrese-Bagnolese | ???         |
| 10-0           | AC Napoli-Angri   | ???         |

### Girone B
Alla fine del girone di andata la Polisportiva Napoli è in testa a punteggio pieno.

#### Classifica
|  | Pos. | Squadra              | Pt | G | V | N | P | GF | GS |
|  | ---- | -------------------- | -- | - | - | - | - | -- | -- |
|  | 1.   | Internaples          | .  | 6 | . | . | . | .  | .  |
|  | 2.   | Polisportiva Napoli  | .  | 6 | . | . | . | .  | .  |
|  | 3.   | Juve Alfa Pomigliano | .  | 6 | . | . | . | .  | .  |
|  | 4.   | Baiano               | .  | 6 | . | . | . | .  | .  |

Verdetti
- Internaples accede al girone finale.

#### Risultati
| Prima giornata |                       |          |
| 2 lug. 1944    |                       | ??? 1944 |
| ???            | Juve Alfa-Internaples | ???      |
| 2-8            | Baiano-Pol. Napoli    | ???      |

| Seconda giornata |                       |              |
| 16 lug. 1944     |                       | 1º ott. 1944 |
| 1-2              | Juve Alfa-Pol. Napoli | 3-1          |
| ???              | Baiano-Internaples    | ???          |

| Terza giornata |                        |          |
| ??? 1944       |                        | ??? 1944 |
| 1-0            | Juve Alfa-Baiano       | ???      |
| ???            | Pol.Napoli-Internaples | ???      |

### Girone C

#### Classifica
|  | Pos. | Squadra       | Pt | G | V | N | P | GF | GS |
|  | ---- | ------------- | -- | - | - | - | - | -- | -- |
|  | 1.   | Salernitana   | 12 | 8 | 5 | 2 | 1 | 20 | 10 |
|  | 3.   | Cavese        | 11 | 8 | 5 | 1 | 2 | 15 | 15 |
|  | 2.   | Puteolana     | 9  | 8 | 4 | 1 | 3 | 22 | 14 |
|  | 4.   | Audace Napoli | 5  | 8 | 2 | 1 | 5 | 6  | 16 |
|  | 5.   | Sangennarese  | 3  | 8 | 1 | 1 | 6 | 8  | 16 |

Verdetti
- Salernitana accede al girone finale.

#### Risultati
| Prima giornata |                           |            |
| ??? 1944       |                           | ??? 1944   |
| 1-1            | Salernitana-Audace Napoli | 2-0 a tav. |
| ???            | Cavese-Puteolana          | ???        |

| Quarta giornata |                        |            |
| ??? 1944        |                        | ??? 1944   |
| 4-1             | Cavese-Salernitana     | 0-2 a tav. |
| ???             | Puteolana-Sangennarese | ???        |

| Seconda giornata |                            |          |
| ??? 1944         |                            | ??? 1944 |
| 3-2              | Salernitana-Puteolana      | 7-1      |
| ???              | Sangennarese-Audace Napoli | ???      |

| Quinta giornata |                          |            |
| ??? 1944        |                          | ??? 1944   |
| 3-3             | Sangennarese-Salernitana | 0-2 a tav. |
| ???             | Audace Napoli-Cavese     | ???        |

| Terza giornata |                         |          |
| ??? 1944       |                         | ??? 1944 |
| ???            | Sangennarese-Cavese     | ???      |
| ???            | Audace Napoli-Puteolana | ???      |

## Girone finale

### Classifica finale
|  | Pos. | Squadra        | Pt | G | V | N | P | GF | GS |
|  | ---- | -------------- | -- | - | - | - | - | -- | -- |
|  | 1.   | Salernitana    | 9  | 6 | 4 | 1 | 1 | 21 | 5  |
|  | 2.   | Torrese        | 8  | 6 | 3 | 2 | 1 | 9  | 11 |
|  | 3.   | Internaples    | 7  | 6 | 2 | 3 | 1 | .  | .  |
|  | 4.   | Ilva Bagnolese | 0  | 6 | 0 | 0 | 6 | .  | .  |

Verdetti
- La Salernitana vince la Coppa della Liberazione.

### Risultati
| Prima giornata |                         |             |
| 16 nov. 1944   |                         | 3 dic. 1944 |
| 0-1            | Bagnolese-Torrese       | 0-2 a tav.  |
| 2-2            | Salernitana-Internaples | 3-0         |

| Seconda giornata |                       |              |
| 5 nov. 1944      |                       | 10 dic. 1944 |
| 2-1              | Torrese-Salernitana   | 0-8          |
| ???              | Bagnolese-Internaples | 0-1          |

| Terza giornata |                       |              |
| 12 nov. 1944   |                       | 17 dic. 1944 |
| 3-3            | Torrese-Internaples   | 1-1          |
| 2-0            | Salernitana-Bagnolese | 5-1          |

## Squadra campione
| N. |                   | Ruolo | Calciatore          |
| -- | ----------------- | ----- | ------------------- |
|    | Italia (bandiera) | P     | Ciro Gentile        |
|    | Italia (bandiera) | P     | Armando Marino      |
|    | Italia (bandiera) | P     | Gabriele Tramontano |
|    | Italia (bandiera) | C     | Raffaele D'Errico   |
|    | Italia (bandiera) | C     | Carmine Iacovazzo   |
|    | Italia (bandiera) | C     | Giulio Milite       |
|    | Italia (bandiera) | C     | Gerardo Naddeo      |
|    | Italia (bandiera) | C     | Antonio Valese      |
|    | Italia (bandiera) | C     | Mario Saracino      |

| N. |                   | Ruolo | Calciatore          |
| -- | ----------------- | ----- | ------------------- |
|    | Italia (bandiera) | C     | Arturo Scariati     |
|    | Italia (bandiera) | C     | Vincenzo Voccia     |
|    | Italia (bandiera) | A     | Amelio Gambini      |
|    | Italia (bandiera) | A     | Giuseppe Jemma      |
|    | Italia (bandiera) | A     | Vincenzo Margiotta  |
|    | Italia (bandiera) | A     | Alfredo Martuscelli |
|    | Italia (bandiera) | A     | Matteo Meo          |
|    | Italia (bandiera) | A     | Elio Onorato        |
|    | Italia (bandiera) | A     | Vincenzo Volpe      |

## Aneddoto
Nella Coppa Liberazione (da alcuni chiamata anche Coppa Salerno Capitale) fu usata dalla Salernitana per la prima volta la maglia di colore "granata". Il seguente è un aneddoto interessante sull'origine del colore della maglia della Salernitana nella Coppa Liberazione: